# آندریا ویلکنز
آندریا ویلکنز (انگلیسی: Andrea Wilkens؛ زادهٔ ۱۶ اکتبر ۱۹۸۴) بازیکن فوتبال اهل آلمان است.
از باشگاه‌هایی که در آن بازی کرده‌است می‌توان به باشگاه فوتبال زنان وولفسبورگ اشاره کرد.